# Zagłoba (województwo łódzkie)
Zagłoba – wieś w Polsce położona w województwie łódzkim, w powiecie zgierskim, w gminie Stryków.
W latach 1975–1998 miejscowość należała administracyjnie do ówczesnego województwa łódzkiego.
Wierni Kościola Katolickiego należą do parafii św. Szczepana w Koźlu.